# スレイマニヤ国際空港
スレイマニヤ国際空港（スレイマニヤこくさいくうこう、阿: مطار السليمانية الدولي、英: Sulaimaniyah International Airport）は、イラクのスレイマニヤにある国際空港である。2005年7月に建設され、一時国際線の乗り入れが禁止されていた。

## 歴史
空港の建設は2003年11月に開始され、2005年7月に竣工した。2017年9月29日、イラク民間航空局は国際線の乗り入れ禁止を決定した。これにより、スレイマニヤ国際空港を発着する国際線は一時的に消滅したが、国内線の運航などは継続された。乗り入れ禁止は2018年3月に解除され、国際線の運航が再開した。

## 空港設備
空港には貨物用と旅客用の施設があり、空港ターミナルビルも出発、到着、VIP用の3つに分かれている。

## 就航路線
| 航空会社                   | 就航地 |
| -------------------------- | --- |
| エアカンパニー・アルメニア | 季節運航 エレバン |
| アトラスグローバル         | イスタンブール |
| フライドバイ               | ドバイ |
| イラク航空                 | アンマン、バグダード、バクー、バスラ、ベイルート、カイロ、ドバイ、フランクフルト、ロンドン/ガトウィック、ナジャフ、テヘラン、バトゥミ |
| マーハーン航空             | テヘラン |
| ペガサス航空               | イスタンブール/サビハ・ギョクチェン                                                                                                   |
| カタール航空               | ドーハ |
| ロイヤル・ヨルダン航空     | アンマン |
| ターキッシュ エアラインズ  | イスタンブール |

## 事故・事件
スレイマニヤ国際空港付近では1件の航空事故が発生している。
- 2011年2月4日、スカイ・ラウンジ・サービスの運航するホーカー 800XP（OD-SKY）がスレイマニヤ国際空港からの離陸直後に墜落し、乗員乗客7人全員が死亡した[12]。